# Rotrückenbaumsteiger
Der Rotrückenbaumsteiger (Ranitomeya reticulata) ist eine Art aus der Gattung der Baumsteiger (Dendrobates) innerhalb der Familie der Baumsteigerfrösche (Dendrobatidae). Die Art ist baumbewohnend (arboreal) und insektenfressend und gilt als zweitgiftigste Art der Gattung nach dem Zimmermanns Pfeilgiftfrosch (R. variabilis). Dabei ist sie moderat toxisch; ihr Gift kann Menschen ernsthaft verletzen und Tiere bis zur Größe eines Huhns töten. Ranitomeya reticulata ist heimisch im Amazonas-Regenwald in Peru und Ecuador.

## Merkmale

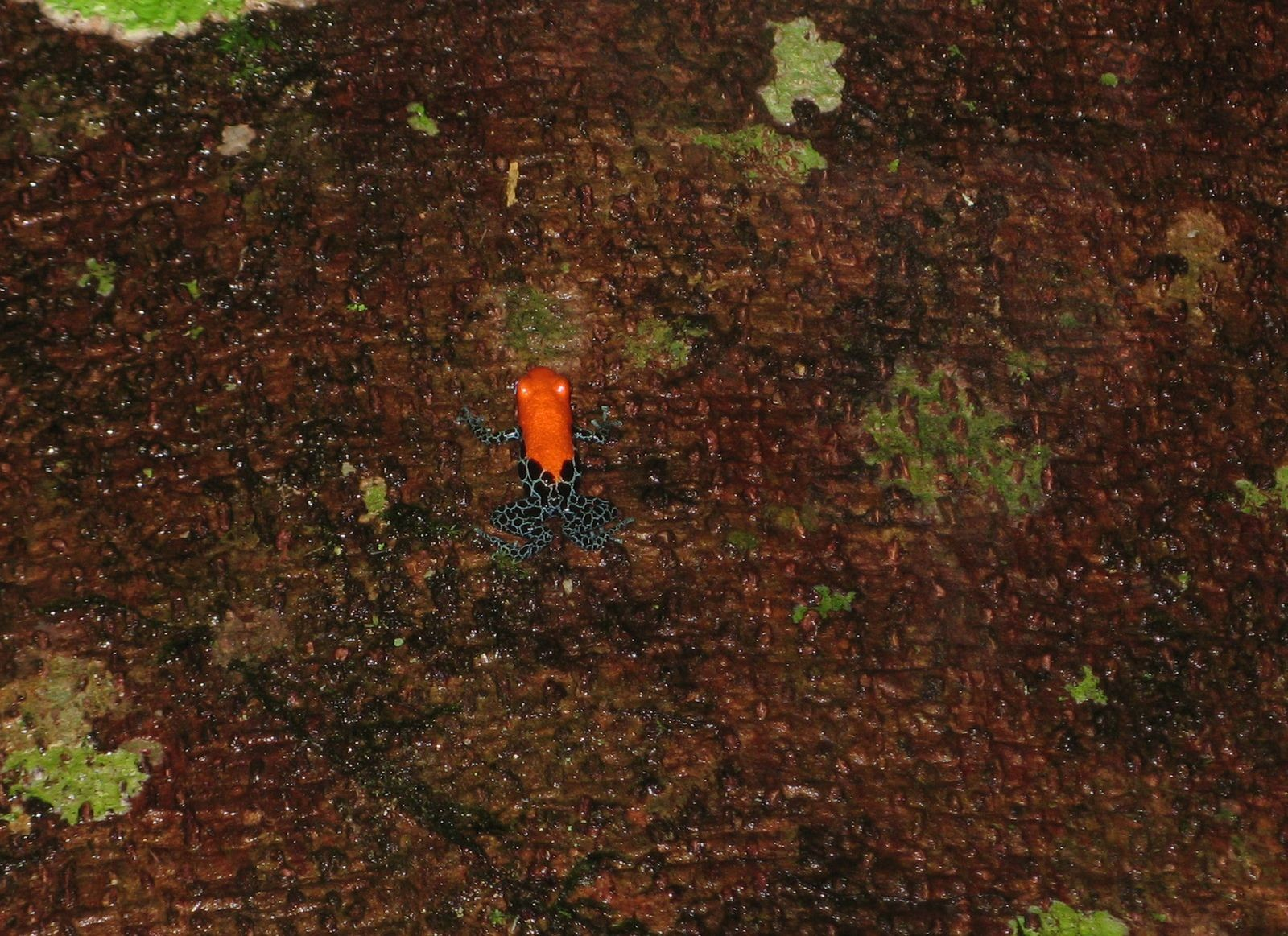
R. reticulata auf einem Baum.

Der Rotrückenbaumsteiger ist eine der kleineren Arten der Pfeilgiftfrösche. Er wird in die „thumbnail“ (Daumennagel)-Gruppe eingeordnet. Männchen erreichen 12 mm Länge, während die größeren Weibchen bis zu 15 mm oder sogar 20 mm erreichen. Sie sind im Verhältnis zu anderen Dendrobatiden schlank gebaut, wodurch sie in der Lage sind, sich in winzigste Verstecke zu zwängen.
Wie alle Pfeilgiftfrösche ist auch der Rotrückenbaumsteiger bunt gefärbt und auffällig gemustert, wodurch sie auf ihr Gift aufmerksam machen.
Die Art hat schwarze Beine mit einem kobalt- oder himmelblauen Netzmuster, einen schwarzen Bauch und einen Rücken, dessen Farben zwischen feurigem Orange bis hin zu Scharlachrot spielen. Wie alle Baumfrösche besitzt Ranitomeya reticulata saugnapfartige Zehenspitzen, mit denen sie sich an glatten Flächen halten können. Bei Gefahr scheiden die Frösche ihr Gift ab.

### Gift
Der Rotrückenbaumsteiger ist ein moderat toxischer Frosch. Seine Toxine dienen als natürlicher Schutz vor Fressfeinden. Seine auffälligen Farben dienen als Warnfarben. Wie alle Pfeilgiftfrösche bildet er sein Gift nicht selbst, sondern speichert Gift, welches er mit der Nahrung  (Käfer, Termiten, Ameisen) aufnimmt. Sein Körper ist immun gegen die Gifte, die er speichert. Das Gift wird in Hautdrüsen gespeichert. Das Gift wird von Feinden durch offene Wunden, aber auch durch gewöhnliche Hautporen aufgenommen. Diese Verteidigung ist besonders effektiv gegenüber Säugern und Vögeln und in geringerem Maße gegenüber Reptilien. Einige Schlangenarten sind resistent gegen das Gift und machen gelegentlich Jagd auf die Frösche.

## Verhalten

### Vermehrung
Der Rotrückenbaumsteiger lebt in der Natur in kleinen Gruppen von fünf bis sechs Tieren. Am Ende der Regenzeit versammeln sich mehrere Gruppen zu großen Paarungsversammlungen. Die Männchen locken mit ihren Rufen die Weibchen an und streichen ihnen über den Rücken und belecken sie. Die Weibchen zeigen ihre Paarungsbereitschaft durch klopfen mit ihren Hinterfüßen. Weil die Paarung am Ende der Regenzeit beginnt, werden die Eier erst zu Beginn der nächsten Regenzeit gelegt, damit die Brut dauerhaft Wasser zum Überleben bekommen. Sobald die Jungen aus den Eiern schlüpfen, transportieren die Männchen die frisch geschlüpften Kaulquappen in das Kronendach. Die Kaulquappen sind von einem wasserlöslichen Schleim umgeben, mit dem sie auf dem Rücken der Männchen festgeklebt sind. Das Männchen bringt die Kaulquappen in die winzigen Pfützen, die sich in den Rosetten von Bromeliengewächsen bilden. Die Weibchen füttern die Kaulquappen mit unbefruchteten Eiern, die sie ins Wasser legt. Sobald die Kaulquappen sich verwandeln, werden sie von ihren Eltern zu einer bereits bestehenden Gruppe von Baumsteigerfröschen begleitet.

## Terrarienhaltung
Die Art ist aufgrund ihrer geringen Größe und ihres komplizierten Brutverhaltens nur für erfahrene Terrarienbesitzer zu empfehlen. Unter fehlerhaften Bedingungen sterben die Tiere schnell. In kleinen Terrarien kommt es oft auch zu Kämpfen zwischen gleichgeschlechtlichen Tieren.